# Braniskotunnel
De Braniskotunnel is een tunnel in het oosten van Slowakije. De tunnel maakt deel uit van de snelweg D1 tussen Beharovce en Fričovce en dient als vervanging van de pas over de bergketen Branisko met een top van 751 meter. Momenteel is één tunnelbuis operationeel met verkeer in twee richtingen over één rijbaan per richting). Een tweede buis zal in de toekomst worden geopend.
De bouw begon in april 1996 met het boren van de noordelijke tunnelbuis. In mei 1997 is men gestart met het boren van de zuidelijke buis begon in mei 1997 vanaf beide zijden volgens de New Austrian Tunnelling Method (NATM). In 1999 liepen de werkzaamheden vertraging op nadat de Slowaakse overheid de uitgaven voor de aanleg van snelwegen fors had teruggebracht. Op 1 mei 1999 werd de doorbraak gerealiseerd en op 29 juni 2003 werd het nieuwe snelwegtraject Beharovce - Fričovce, met daarin de zuidelijke tunnelbuis, geopend.
De tunnel is 4975 meter lang, de weg in de tunnel is 7,5 meter breed met een één meter breed voetgangerspad aan beide zijden. De maximale hoogte is 4,5 meter en de maximale helling is 1,2 procent. De maximale toegestane snelheid in de tunnel bedraagt 80 kilometer per uur.